# Emir Halilović
Emir Halilović (* 4. listopadu 1989, Banovići) je bosenský fotbalový záložník, momentálně působící v maďarské celku Zalaegerszegi TE FC. Mimo Bosnu a Hercegovinu působil na klubové úrovni v Česku, na Slovensku, v Rakousku, v Turecku a v Maďarsku.

## Klubová kariéra
Svoji fotbalovou kariéru začal v Budućnosti Banovići, kde se v roce 2010 přes všechny mládežnické kategorie propracoval do prvního týmu. O rok později zamířil do Zvijezdy Gradačac.

### FC Hradec Králové
V průběhu podzimní části sezony 2012/13 zamířil do českého týmu FC Hradec Králové, který se pro něj stal první zahraničním angažmá. Na podzim 2013 působil také na farmě v Převýšově. Ve 30. kole druholigové sezony 2013/14 vstřelil v 78. minutě proti FK Pardubice jediný gól zápasu a Hradec Králové díky tomu postoupil do nejvyšší soutěže, ale po roce se vrátil zpět do druhé ligy. Celkem za tým nastoupil k 58 zápasům, ve kterých vsítil 8 branek.

### FC Spartak Trnava
V létě 2015 posílil slovenské mužstvo FC Spartak Trnava, kde podepsal dvouletý kontrakt. Se Spartakem si zahrál v Evropské lize UEFA 2015/16, v prvním zápase 1. předkola proti FK Olimpik Sarajevo se dostal na hřiště v 70. minutě a svůj první dotek s míčem přetavil v gól, který znamenal konečnou remízu 1:1 a výhodnější pozici do domácí odvety. S týmem se představil o rok později i v Evropské lize UEFA 2016/17.